# اوغول‌بی‌لی (احسانیه)
اوغول‌بی‌لی (به ترکی استانبولی: Oğulbeyli) یک منطقهٔ مسکونی در ترکیه است که در احسانیه واقع شده‌است.